# Загін «Дельта» 2
Загін «Дельта» 2 (англ. Delta Force 2: The Colombian Connection) — американський бойовик режисера Аарона Норріса.

## Сюжет
Відомий наркобарон Рамон Кота бере в заручники американських агентів управління по боротьбі з наркотиками, в тому числі одного з бійців елітного загону «Дельта», і кидає їх під варту в віддаленому таборі Сан-Карлос. Загін «Дельта» знову в дії, починається війна з всесильною кокаїновою імперією Рамона Кота. Долаючи всі перешкоди, команда Маккоя з боєм прокладає собі дорогу до фінальної битви, щоб звільнити заручників і покарати ватажка злочинців.

## У ролях
- Чак Норріс — Полковник Скотт МакКой
- Біллі Драго — Рамон Кота
- Джон П. Райан — Генерал Тейлор
- Річард Джекел — Агент DEA Джон Пейдж
- Бегона Плаза — Куакуна Ескунтла
- Пол Перрі — Майор Боббі Чавес
- Гектор Меркадо — Мігель
- Марк Марголіс — Генерал Ольмедо
- Матео Гомез — Ернесто Флорес
- Рут де Соса — Рита Чавес
- Джералд Кастілло — DEA директор Джордж Фогерти
- Джофф Брюер — Майор Андерсон
- Рік Пріето — Карлос
- Шарлін Росс — Агент DEA у фургоні
- Майкл Гейт — Агент DEA у фургоні
- Дік Ворлок — Агент DEA у фургоні
- Кріс Кастільехо — Алекс Чавес
- Дейв Бродетт — Капітан Найманців
- Ріна Рейс — Ольмедова коханка
- Субас Ерреро — Президент Алькасар
- Ронні Ласаро — чоловік Куакуни
- Мігель Фаустманн — хазяїн балу
- Кевін Клепп — фальшивий Рамон
- Мімі Сананс Вілхейм — танцююча дівчина
- Джефф Геммет — юрист
- Келлі Вікер — суддя
- Тревор Кунц — стюардеса
- Руель Вернал — охоронець Рамона
- Роланд Дантес — охоронець Рамона
- Ролдан Акіно — охоронець Рамона
- Кріс Агілар — охоронець Рамона
- Рейнальдо Гаяно молодший — охоронець Рамона
- Альберто Домінгез — охоронець Рамона
- Крейг Джудд — Скінхед
- Майкл Велборн — Скінхед
- Рой Джудд — Скінхед
- Луіс Дел Кастілло III — інший Найманець
- Ерік Хан — Агент DEA
- Джейм Мігель — Агент DEA
- Кертіс Картер — Агент DEA
- Піта Ліборо — в'єтнамська жінка
- Августо Вікта — в'єтнамський чоловік
- Ґреґ Гекберт — берегова охорона
- Джері Лапаз — Джеф
- Карлос Террі — слуга Ольмеди
- Алан Вафідес — C-130 пілот
- Майк Варбіс — C-130 другий пілот
- Колін Мессі — пілот
- Стів Браун — другий пілот
- Нілс Круз — сержант Ольмеди
- Ден Фурнад — радист Дельти
- Пітер Ліндсей — кулеметник Дельти
- Андре Дель Амо — репортер
- Майкл Міракл — репортер
- Білл Кемпбелл — солдат Дельти
- Джо Коллінз — солдат Дельти
- Томас Девідсон — солдат Дельти
- Джим Діксон — солдат Дельти
- Евер Етафо — солдат Дельти
- Рамін Гумаюн — солдат Дельти
- Нед Гурані — солдат Дельти
- Пітер Ледд — солдат Дельти
- Том Лейт — солдат Дельти
- Хакан Лосніц — солдат Дельти
- Джон Мошер — солдат Дельти
- Пітер Норлін — солдат Дельти
- Ендрю Сайгенталер — солдат Дельти
- Майк Сілва — солдат Дельти
- Берто Спор — солдат Дельти
- Дон Вілсон — солдат Дельти
- Наджіт Джадалі — колумбійський наркобарон (в титрах не вказаний)

## Цікаві факти
- Фільм був знятий повністю на Філіппінах.
- П'ять членів екіпажу загинули в результаті аварії вертольота під час зйомок. Фільм присвячений їх пам'яті.